# Огюстен Дюпре
Огюстѐн Дюпрѐ (на френски: Augustin Dupré) е френски гравьор.

## Биография
Роден е на 16 октомври 1748 година в Сент Етиен. Започва работа като гравьор от ранна възраст, а през 1770 година се установява в Париж, където се обучава при скулптора Давид д'Анже. През 1791 година, по време на Френската революция, печели конкурс и му е възложена изработката на новите монети, с които революционното правителство иска да замени тези на Стария режим. През следващите години той изработва множество модели на монети и медали, оказвайки силно влияние върху френски национални символи, използвани до наши дни.
Огюстен Дюпре умира на 30 януари 1833 година в Армантиер ан Бри.

## Галерия
- 100 франка от 1906 г.
- 5 су на Banque Monneron, 1792, аверс.
- 5 су на Banque Monneron, 1792, реверс.
- 5 франка тип Херкулес, Първа република, година 5.
- Мариана на Дюпре (1775) върху монета от 1 франк на Първата република (1992)